# Genesis Solar Energy Project
Das Kraftwerk Genesis (englisch Genesis Solar Energy Project), 32 km westlich von Blythe im Riverside County im amerikanischen Bundesstaat Kalifornien ist ein Solarwärmekraftwerk in Parabolrinnen-Bauweise. Die im 2013 ans Netz gegangene Anlage mit einer Nennleistung von 250 MW wurde von dem amerikanischen Unternehmen Genesis Solar, Tochtergesellschaft der NextEra Energy Resources, erstellt. Genesis Solar, LLC ist jetzt Besitzerin der Großanlage, die sich über 7,9 km² erstreckt.

## Allgemeines
Der erste Abschnitt, von bestehenden zwei Teilen, ging im November 2013 in Betrieb, der zweite im März 2014 nach siebenjähriger Projektentwicklung. Das Kraftwerk verwendet 620.000 RP3-Spiegel von Flabeg, auf 1.840 Parabolrinnenkollektoren (SCAs), montiert. Mit einem durch Rohre zirkulierenden Öl (Typ Therminol VP-1), das durch die Spiegel auf 390 Grad Celsius erhitzt wird, wird über einen Wärmetauscher Dampf erzeugt. Zwei Dampfturbinen (elektrische Nutzleistung: 140 MW) treiben mit dem Dampf eigene Generatoren zur Stromerzeugung an. So können 88.000 Haushalte mit Elektrizität versorgt werden und vermeiden, etwa 330.000 Tonnen Kohlendioxid jährlich. Die Parabolrinnen vom Typ Senertrough stammen von SENER. Die Anlage wird luftgekühlt und verbraucht somit weniger Wasser als flüssiggekühlte CSP-Kraftwerke.

## Eingespeiste Energie
Die von der Solana Generating Station eingespeiste Energie beträgt (Werte in GWh).
| Jahr | (GWh)  |
| ---- | ------ |
| 2013 | 7,03   |
| 2014 | 576,11 |
| 2015 | 621,45 |
| 2016 | 624,14 |
| 2017 | 627,83 |
| 2018 | 623,14 |
| 2019 | 617,04 |
| 2020 | 609,13 |
| 2021 | 538,61 |

Der Strom wird im Rahmen eines langfristigen Vertrags an PG&E verkauft.